# 613 mitzvot
De 613 Mitzvot eller 613 Bud (hebr. תרי"ג מצוות Taryag mitzvot) er en liste af påbud fra Gud i Torahen. Jødisk tradition tillægger Torahen 613 forskellige bud eller mitzvot. Disse bud er opdelt i 248 positive bud (handlinger man skal gøre) og 365 negative bud (handlinger man skal afholde sig fra). Den jødiske lov (halakha) har haft meget stor indflydelse på en jødisk hverdag.
I praksis er en optælling af buddene ikke entydig og der findes ikke en endelig liste, men det har gennem tiden ført til forskellige inddelinger. Det kan være svært om et bud som nævner forskellige situationer eller eksempler skal regnes for et, eller for flere bud. Desuden er der bud som kun gælder for enkeltpersoner, og som derfor ikke kan kategoriseres som mitzvot.